# 维勒基耶欧蒙
维勒基耶欧蒙（法語：Villequier-Aumont，法語發音：[vilkje omɔ̃]）是法国上法兰西大区埃纳省的一个市镇，属于拉昂区。

## 地理
维勒基耶欧蒙（49°39'29"N, 3°12'25"E）面积12.34 平方千米，位于法国上法蘭西大區埃纳省，该省份为法国北部内陆省份，北起北部省，西接索姆省和瓦兹省，东临阿登省和马恩省，西南至塞纳-马恩省，东北部与比利时接壤。
与维勒基耶欧蒙接壤的市镇（或旧市镇、城区）包括：科蒙、绍尼、弗拉维勒马泰勒、弗里耶尔-法尤埃勒、拉讷维尔昂贝讷、于尼勒盖、维里-努勒伊。

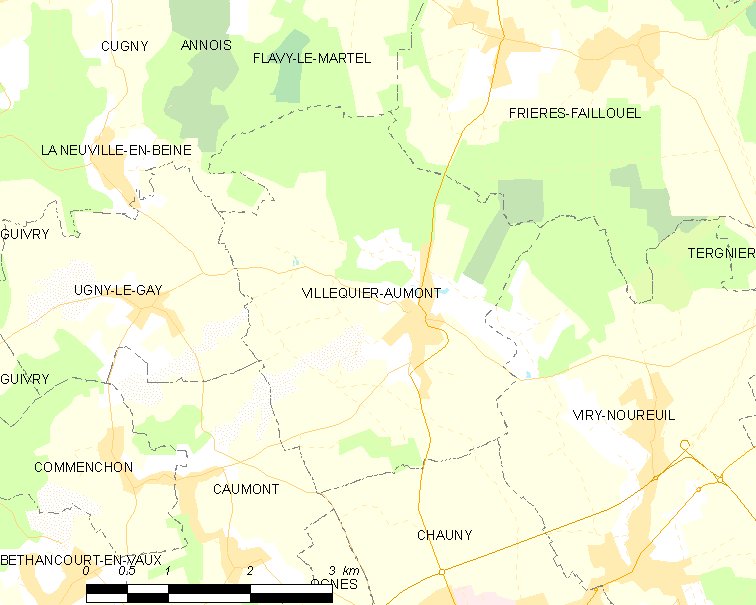
维勒基耶欧蒙的OSM定位图

维勒基耶欧蒙的时区为UTC+01:00、UTC+02:00（夏令时）。

## 行政
维勒基耶欧蒙的邮政编码为02300，INSEE市镇编码为02807。

## 政治
维勒基耶欧蒙所属的省级选区为绍尼县。

## 人口

1962-2008年间维勒基耶欧蒙人口变化图示

维勒基耶欧蒙于2022年1月1日时的人口数量为675人。